# Berula repanda
Berula repanda är en växtart i släktet bäckmärken och familjen flockblommiga växter. Den beskrevs av Friedrich Welwitsch och William Philip Hiern, och fick sitt nu gällande namn av Krzysztof Spalik & Stephen R. Downie.

## Utbredning
Arten återfinns i centrala och södra Afrika, från Kamerun i norr till Sydafrika i söder.